# Flygplansviadukt

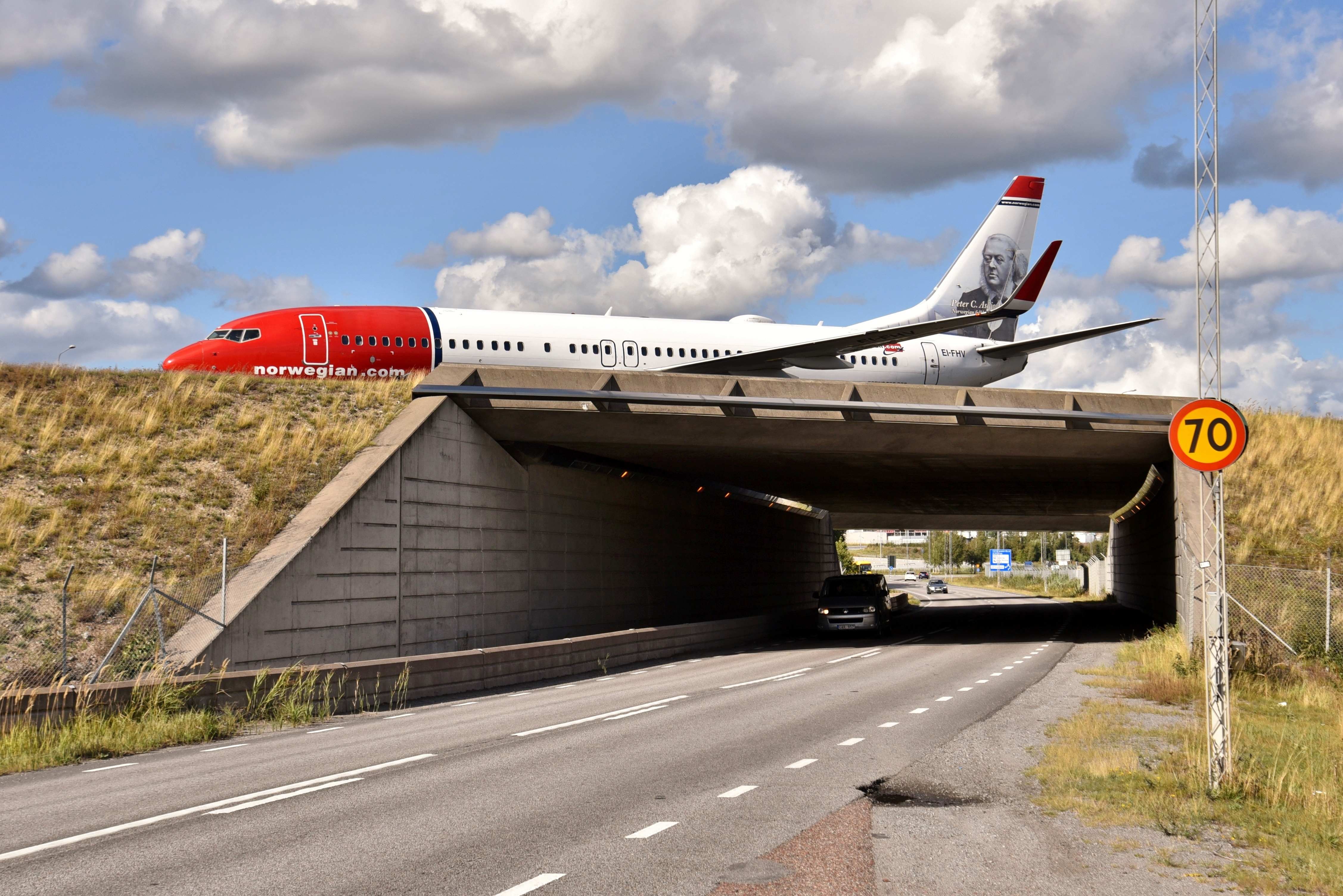
Flygplansviadukt över Länsväg 273 på Stockholms Arlanda flygplats.

En flygplansviadukt är en slags bro som leder rullande flygplan över en väg eller järnväg. En flygplansviadukt måste byggas för att klara väsentligt större tyngder än en landsvägsbro. Det tyngsta flygplanet är Airbus A380, som kan väga 575 ton.

## Exempel
- Tre sådana finns på Arlanda, där motorvägen Arlandaleden och Länsväg 273 (två gånger) går under taxibanor. Arlandabanan går i en tunnel under bana 08/26
- Det finns också en vid Kastrups flygplats i Köpenhamn där vägen Tårnby - Dragör (f.d. E20) går under en start- och landningsbana.
- Vid Trondheim flygplats, Værnes Norge, går både väg E6 och järnvägen Nordlandsbanen (separata viadukter), under start- och landningsbanan.
- Vid Tromsø flygplats och Sandane flygplats, Norge, går vägen till flygplatsen under banan.
- På Paris-Charles de Gaulle flygplats i Paris finns flera flygplansviadukter.
- På Phoenix flygplats i USA finns en järnvägsbro över en taxibana där flygplan rullar under.